# Модель корпоративной культуры Дила-Кеннеди
Модель корпоративной культуры Дила-Кеннеди — модель организационной или корпоративной культуры, созданная американскими исследователями Терренсом Дилом и Алланом Кеннеди. Модель была впервые изложена в книге «Корпоративные культуры: обряды и ритуалы корпоративной жизни» ( англ. Corporate Cultures: The
Rites and Rituals of Corporate Life), которая была опубликована в 1982 году . Ввиду своей популярности, книга была переиздана в 2000 году.

## Авторы модели
Терренс Дил является обладателем докторской степени, автором семнадцати и соавтором сорока книг в области корпоративной (организационной) культуры и лидерства, а так же бизнес-консультантом. Преподавал и читал лекции в таких высших учебных заведениях, как Гарвардский и Стэнфордский университеты. Работал консультантом в следующих компаниях: Hyatt Hotels, IBM, Swiss Army и американский консорциум Kaiser Permanente. На данный момент ведёт преподавательскую деятельность в Университете Вандербильта.
Аллан Кеннеди является консультантом по вопросам управления с двенадцатилетним стажем. Работал в международной консалтинговой компании McKinsey & Company.

## Концепция модели
Модель корпоративной культуры Дила и Кеннеди включает в себя шесть основных культурных элементов :
1.	История организации — рассказ о том, как была создана компания, кем ,с какой целью, на каких принципах базируется организация. Традиции прошлого объединяют работников компании.
2.	Ценности и убеждения. Культура компании основывается на ценностях и убеждениях, которые разделяют все сотрудники. Убеждения возникают в процессе становления компании, а ценности – это то , что сотрудники воспринимают как общую положительную характеристику их поведения. Чаще всего убеждения и ценности никак не отражены в официальных документах, поэтому они существуют только на подсознательном уровне.
3.	Ритуалы и обряды — ежедневная рутина сотрудников,  а также разные общие мероприятия, корпоративный отдых и т.д.
4.	Истории или мифы - корпоративные истории, которые иллюстрируют основные ценности организации, содержат в себе описания  похвальных действий сотрудников, произошедших в сложных рабочих ситуациях.  Такие истории позволяют сотрудникам понять, чего от них будут ожидать в будущем и осознать главные принципы и ценности компании.
5.Герои. В корпоративных историях имеются имена работников, которые в полной мере олицетворяют ценности и философию компании. Герои служат ориентирами для остальных сотрудников ,все стараются подражать им. По мнению Дила и Кеннеди, героизм является неотъемлемым качеством лидерства.  Обычно в качестве героев выступают основатели компании, высокопоставленные сотрудники ,а так же самые успешные работники.
6.Культурная сеть — система неформальных взаимоотношений между сотрудниками, которая используется для поиска особо важной для работы организации информации.  Основными элементами неформальной сети компании могут быть:
•	 Рассказчики (англ. storytellers) —работники, которые обладают собственным представления о происходящем в компании и могут поделиться с остальными сотрудниками своими наблюдениями;
•	 Сплетники (англ. gossipers) — работники, обладающие интересными сведениями о других сотрудниках, но обычно такая информация воспринимается окружающими с долей недоверия Тем не менее, такая информация всегда пользуется спросом;
•	Близкие к руководству (англ. whisperers) — работники,  которых можно использовать для того, чтобы быстрее донести важную информацию или собственные идеи до вышестоящего руководства компании;
•	 Шпионы(англ. spies) — сотрудники, способные донести наиболее ценную информацию до вышестоящего руководства. Информация, в основном, касаются реального положения дел в компании;
•	 Жрецы и жрицы (англ. priests and priestesses)— работники, которые хорошо разбираются истории организации и интерпретируют любые ситуации с позиций убеждений и ценностей организации, часто обращаются к опыту прошлых лет.

## Типология
Дил и Кеннеди определили организационную культуру как «то, как все здесь происходит» (англ.  the way things get done around here ). Они выделили  два фактора внешней среды, которые оказывают наиболее существенное влияние на корпоративную культуру  компании:
1. Степень риска главных видов деятельности организации.
2. Время, в течение которого внешняя среда (рынок) дает возможность оценить выбранную организацией стратегию с точки зрения возможности извлечения выгоды, т.е. скорость получения организацией обратной связи от рынка).
Дил и Кеннеди полагали, что риск, связанный с принятием неверных решений при разработке стратегии компании, а также время, за которое станет ясно, что принятое раннее решение оказалось неверным и пагубным, оказывают наибольшее влияние на формирование корпоративного климата в организации и, в частности, на отношение рядовых сотрудников компании к руководящим.
На основе анализа сочетания этих факторов Дил и Кеннеди создали матрицу, в которой определили четыре основных типа организационной (корпоративной) культуры:
1. «Крутые парни (мачо)» (англ. Tough-Guy, Macho). На предприятиях с таким типом организационной культурой работают сотрудники, которым присущ индивидуализм.  Они любят рисковать и получают быструю обратную связь на совершённые ими действия. Такой тип культуры может быть охарактеризован фразой "все или ничего". Работники стараются много и усердно работать с целью достижения новых успехов. Поэтому командная работа мало ценится на предприятии. Обычно  такие компании испытывают сильную текучесть кадров, что является препятствием к созданию целостной организационной культуры. Компании с данным типом культуры чаще всего встречаются в сфере развлечений, спорта и рекламы.
2. «Кто хорошо работает, тот хорошо отдыхает» (англ. Work Hard/Play Hard). Данный тип корпоративной культуры в основном распространён в торговых компаниях. Сами сотрудники практически не принимают самостоятельных решений ,так как это связано с большим риском. Но при этом они быстро получают отклик от внешней среды (рынка) и могут увидеть результаты своих действий. Сотрудники таких компаний  энергичные и более оптимистически настроены. В данном случае корпоративные герои – это чаще всего агенты продаж, заключающие самые прибыльные и крупные сделки. Несмотря на тот факт, что в подобных компаниях распространена состязательность  и конкуренция между работниками, корпоративная культура ощущается намного сильнее, чем в компаниях с преобладанием типа «Крутые парни (мачо)» (англ. Tough-Guy, Macho), так как принято считать, что все сотрудники работают над общим положительным результатом ,поэтому высоко ценится командная работа.
3. «Поставь на свою компанию» (англ. Bet-Your-Company). Предприятия с  таким типом культуры ведут деятельность в условиях высокого риска, при этом часто требуется много времени для того, чтобы работники смогли увидели результаты своей деятельности и принятых ими решений . Подобный тип культуры в первую очередь характерен для наукоемких и капиталоемких отраслей. Так как в подобных компаниях велика необходимость принятия очень важных стратегических решений, в корпоративной культуре наблюдается общая нацеленность на долгосрочное сотрудничество, необходимость подготовительных работ и проявления высокого уровня внимания при принятии решений.
4. «Ориентированный на процесс» (англ. Process culture).  Тип корпоративной культуры , для которого характерна медленная обратная связь с внешней средой (рынком), а риски принятия решений не являются высокими. Практически любая сделка не оказывает сильного влияния на успех организации на рынке. Подобными организациями чаще всего являются банки, страховые компании, многие государственные и финансовые учреждения. Поскольку  обратная связь с рынком очень замедлена, работникам тяжело оценить успех от принятых ими решений или действий. Сотрудники фокусируются на том, каким образом выполнять поставленные им задачи, т.е. они больше концентрируются не на финальном результате, а на процессе . Зачастую в подобных фирмах степень эффективности работы сотрудников уходит на второй план и больше внимания обращается на техническую компетентность сотрудников

## Критика
Модель корпоративной культуры  Дила и Кеннеди базируется на интересной концепции и, хотя в некоторых аспектах совпадает с моделью Эдгара Шейна, несмотря на то, что авторы выделили в ней больше типов и уровней корпоративной культуры, в отличие от модели Эдгара Шейна, который в 1981 г. выделил три уровня корпоративной (организационной) культуры – поверхностный, подповерхностный и глубинный. Подробный анализ героев, мифов и ритуалов компании, безусловно, важен и интересен, но в прикладном плане это и является ограничением данной модели. Современные бизнес-реалии не позволяют настолько детально анализировать корпоративную культуру из-за неготовности руководства организаций инвестировать время и финансы в подобные исследования.